# Liste der Auszeichnungen von Pierce the Veil

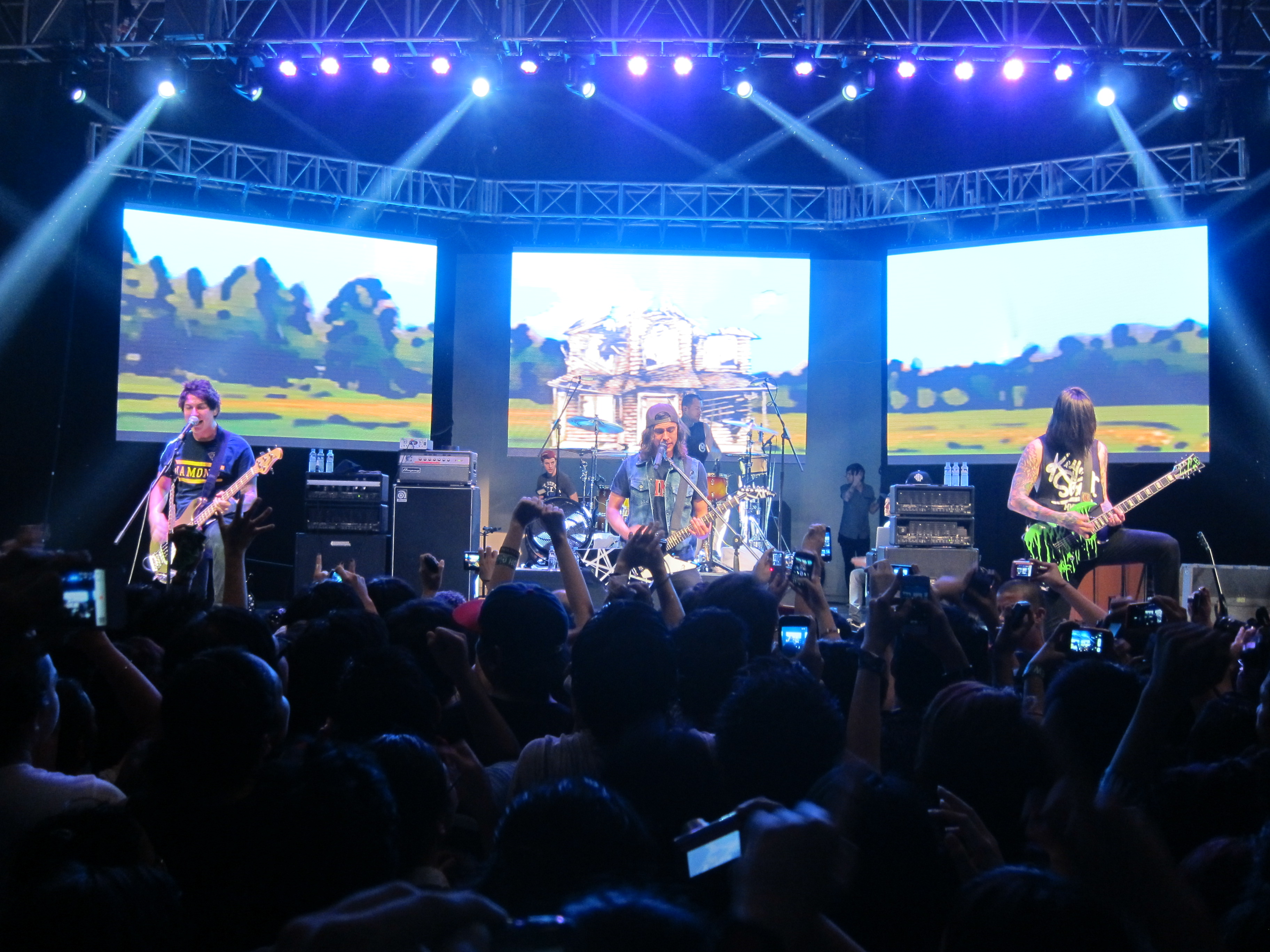
Pierce the Veil bei einem Auftritt in Quezon City, Philippinen im Rahmen ihrer Welttournee, 2013.

Diese Liste ist eine Übersicht über die Auszeichnungen und Nominierungen der aus San Diego stammenden Post-Hardcore-Band Pierce the Veil. Gelistet werden sowohl Nominierungen und Auszeichnungen bei Preisverleihungen, als auch Auszeichnungen für die Anzahl an verkaufter Tonträger auf CD und digitaler Ebene.

## Auszeichnungen für die Band

### Alternative Press Music Awards
Die Alternative Press Music Awards werden seit 2014 vom US-amerikanischen Musikmagazin Alternative Press verliehen. Bei der ersten Preisverleihung war die Band in gleich sieben Kategorien nominiert und gewannen drei Auszeichnungen.
| Jahr | Kategorie                          | für             | Resultat  |
| ---- | ---------------------------------- | --------------- | --------- |
| 2014 | Best Live Band                     | Pierce the Veil | Gewonnen  |
| 2014 | Philanthropic Award (Keep a Brest) | Pierce the Veil | Nominiert |
| 2014 | Band of the Year                   | Pierce the Veil | Nominiert |
| 2014 | Most Dedicated Fans                | Pierce the Veil | Nominiert |
| 2014 | Best Bassist                       | Jaime Preciado  | Gewonnen  |
| 2014 | Best Drummer                       | Mike Fuentes    | Gewonnen  |
| 2014 | Best Vocalist                      | Vic Fuentes     | Nominiert |
| 2015 | Best Vocalist                      | Vic Fuentes     | Nominiert |
| 2015 | Best Guitarist                     | Tony Perry      | Gewonnen  |
| 2016 | Song of the Year                   | The Divine Zero | Nominiert |
| 2017 | Album of the Year                  | Misadventures   | Gewonnen  |
| 2017 | Song of the Year                   | Circles         | Nominiert |
| 2017 | Band of the Year                   | Pierce the Veil | Nominiert |

### iHeartRadio Music Awards
Die iHeartRadio Music Awards werden seit 2014 verliehen. Die Nominierungen in den Hauptkategorien basieren auf interne Rankings, welche wiederum durch Airplays und Streamings ermittelt werden.
| Jahr | Kategorie                         | für             | Resultat |
| ---- | --------------------------------- | --------------- | -------- |
| 2017 | Best Underground Alternative Band | Pierce the Veil | Gewonnen |

### Kerrang! Awards
Die Kerrang! Awards werden seit 1993 vom britischen Musikmagazin Kerrang! in mehreren Kategorien vergeben.
| Jahr | Kategorie                   | für                                 | Resultat  |
| ---- | --------------------------- | ----------------------------------- | --------- |
| 2013 | Best International Newcomer | Pierce the Veil                     | Nominiert |
| 2013 | Best International Band     | Pierce the Veil                     | Nominiert |
| 2013 | Best Single                 | King for a Day (feat. Kellin Quinn) | Nominiert |
| 2013 | Best Video                  | King for a Day (feat. Kellin Quinn) | Gewonnen  |
| 2015 | Best Fanbase                | Pierce the Veil                     | Gewonnen  |
| 2016 | Best Fanbase                | Pierce the Veil                     | Nominiert |

### Loudwire Music Awards
Die Loudwire Music Awards werden seit 2011 verliehen und ist ein Publikumspreis.
| Jahr | Kategorie      | für             | Resultat  |
| ---- | -------------- | --------------- | --------- |
| 2016 | Best Rock Band | Pierce the Veil | Nominiert |

### MTVu Fandom Awards
Die MTVu Fandom Awards werden seit 2014 während der San Diego Comic Con im Petco Park verliehen.
| Jahr | Kategorie          | für             | Resultat  |
| ---- | ------------------ | --------------- | --------- |
| 2016 | Bandom of the Year | Pierce the Veil | Nominiert |

### PETA2 Liberation Awards
Die PETA2 Liberation Awards werden von der Unterorganisation der Tierschutzorganisation PETA verliehen.
| Jahr | Kategorie           | für             | Resultat |
| ---- | ------------------- | --------------- | -------- |
| 2010 | Breakthrough Artist | Pierce the Veil | Gewonnen |

### Revolver Golden Gods Awards
Die Revolver Golden Gods Awards wurden zwischen 2009 und 2014 vom US-amerikanischen Musikmagazin Revolver in mehreren Kategorien verliehen. 2016 kehrt die Preisverleihung unter dem Namen Revolver Music Awards zurück.
| Jahr | Kategorie              | für                 | Resultat |
| ---- | ---------------------- | ------------------- | -------- |
| 2014 | Best Video/DVD         | This Is a Wasteland | Gewonnen |
| 2016 | Most Dedicated Fanbase | Pierce the Veil     | Gewonnen |

### San Diego Music Awards
Die San Diego Music Awards werden seit 1991 verliehen, um die besten Künstler in der lokalen Musikszene zu würdigen.
| Jahr | Kategorie              | für              | Resultat  |
| ---- | ---------------------- | ---------------- | --------- |
| 2010 | Best Alternative Album | Selfish Machines | Nominiert |
| 2017 | Album of the Year      | Misadventures    | Nominiert |
| 2017 | Song of the Year       | Circles          | Nominiert |
| 2024 | Album of the Year      | The Jaws of Life | Nominiert |